# Dovhopolivka, Romnî
Dovhopolivka (în ucraineană Довгополівка) este localitatea de reședință a comunei Dovhopolivka din raionul Romnî, regiunea Sumî, Ucraina.

## Demografie
Componența lingvistică a localității Dovhopolivka
     Ucraineană (95,9%)
     Rusă (4,1%)
Conform recensământului din 2001, majoritatea populației localității Dovhopolivka era vorbitoare de ucraineană (95,9%), existând în minoritate și vorbitori de rusă (4,1%).